# Comuna Eremitu, Mureș
Eremitu (în maghiară: Nyárádremete) este o comună în județul Mureș, Transilvania, România, formată din satele Călugăreni, Câmpu Cetății, Dămieni, Eremitu (reședința) și Mătrici.

## Demografie
Componența etnică a comunei Eremitu
     Maghiari (80,41%)
     Romi (10,53%)
     Români (4,91%)
     Alte etnii (4,15%)
Componența confesională a comunei Eremitu
     Romano-catolici (74,97%)
     Penticostali (7,54%)
     Reformați (6,63%)
     Ortodocși (3,26%)
     Martori ai lui Iehova (1,49%)
     Alte religii (1,75%)
     Necunoscută (4,35%)
Conform recensământului efectuat în 2021, populația comunei Eremitu se ridică la 3.952 de locuitori, în creștere față de recensământul anterior din 2011, când fuseseră înregistrați 3.893 de locuitori. Majoritatea locuitorilor sunt maghiari (80,41%), cu minorități de romi (10,53%) și români (4,91%). Din punct de vedere confesional, majoritatea locuitorilor sunt romano-catolici (74,97%), cu minorități de penticostali (7,54%), reformați (6,63%), ortodocși (3,26%) și martori ai lui Iehova (1,49%), iar pentru 4,35% nu se cunoaște apartenența confesională.

## Politică și administrație
Comuna Eremitu este administrată de un primar și un consiliu local compus din 13 consilieri. Primarul, Péter Magyari[*], de la Uniunea Democrată Maghiară din România, este în funcție din 2012. Începând cu alegerile locale din 2024, consiliul local are următoarea componență pe partide politice:
|  | Partid                                     | Consilieri | Componența Consiliului | Componența Consiliului | Componența Consiliului | Componența Consiliului | Componența Consiliului | Componența Consiliului | Componența Consiliului | Componența Consiliului | Componența Consiliului | Componența Consiliului | Componența Consiliului | Componența Consiliului |
|  | ------------------------------------------ | ---------- | ---------------------- | ---------------------- | ---------------------- | ---------------------- | ---------------------- | ---------------------- | ---------------------- | ---------------------- | ---------------------- | ---------------------- | ---------------------- | ---------------------- |
|  | Uniunea Democrată Maghiară din România     | 12         |                        |                        |                        |                        |                        |                        |                        |                        |                        |                        |                        |                        |
|  | Forța Civică Maghiară - Magyar Polgári Erő | 1          |                        |                        |                        |                        |                        |                        |                        |                        |                        |                        |                        |                        |

## Vezi și
- Biserica romano-catolică din Eremitu
- Biserica fostei mănăstiri a Franciscanilor din Călugăreni
- Biserica romano-catolică din Mătrici
- Biserica romano-catolică din Dămieni
- Călimani - Gurghiu (sit de importanță comunitară)
- Dealurile Târnavelor și Valea Nirajului (arie de protecție specială avifaunistică)
- Dealurile Târnavei Mici - Bicheș (sit de importanță comunitară)

## Imagini

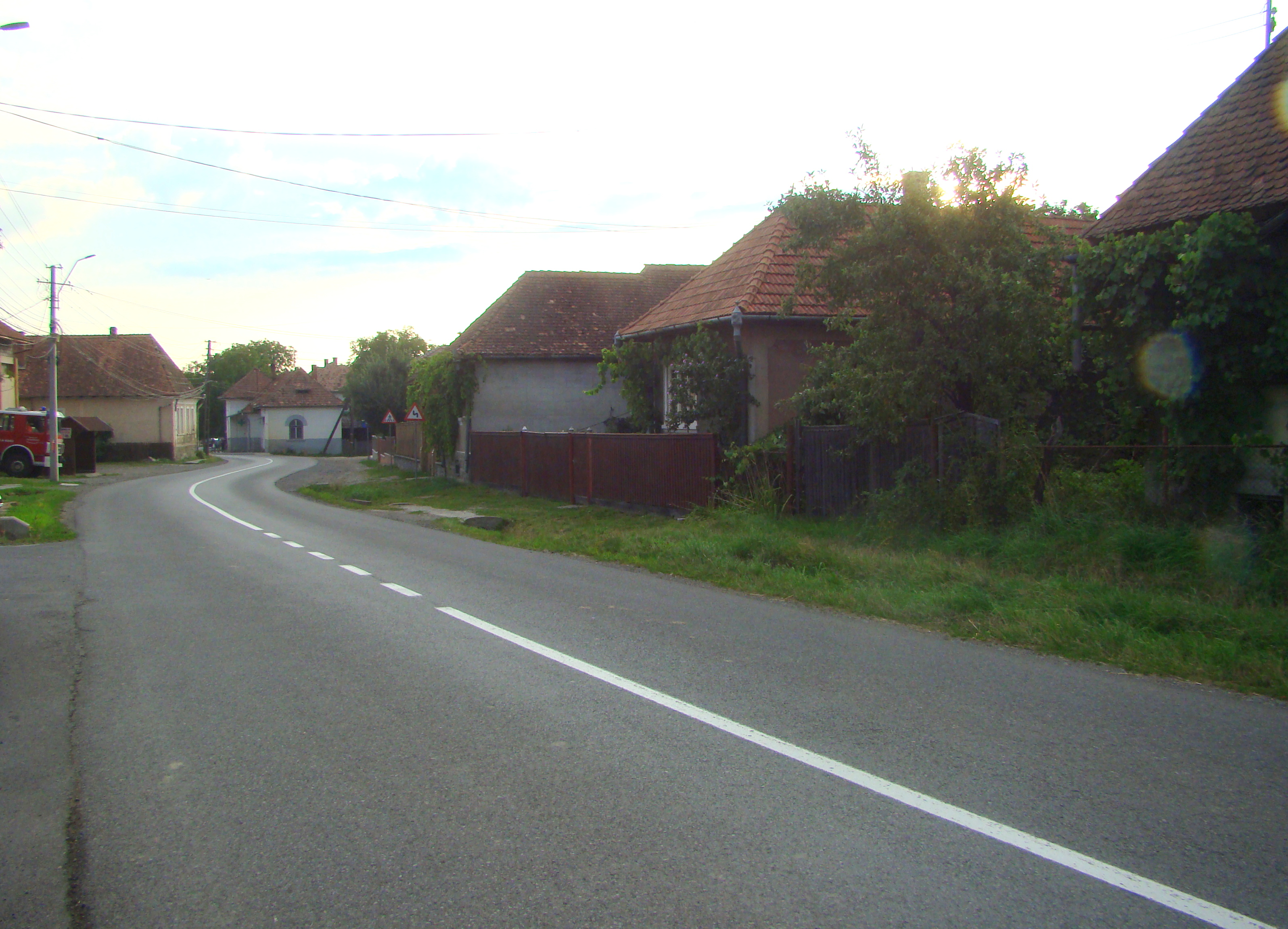
Eremitu
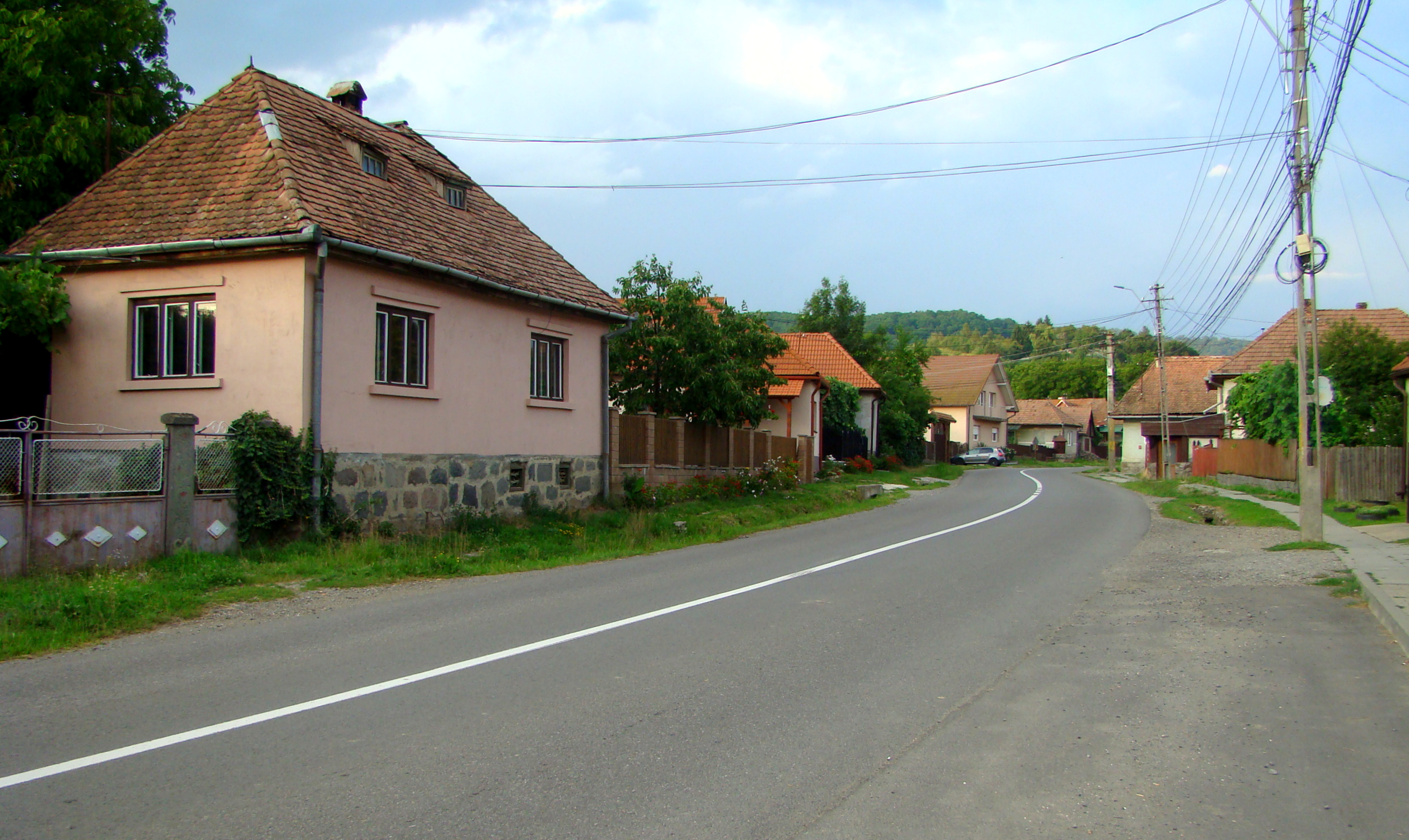
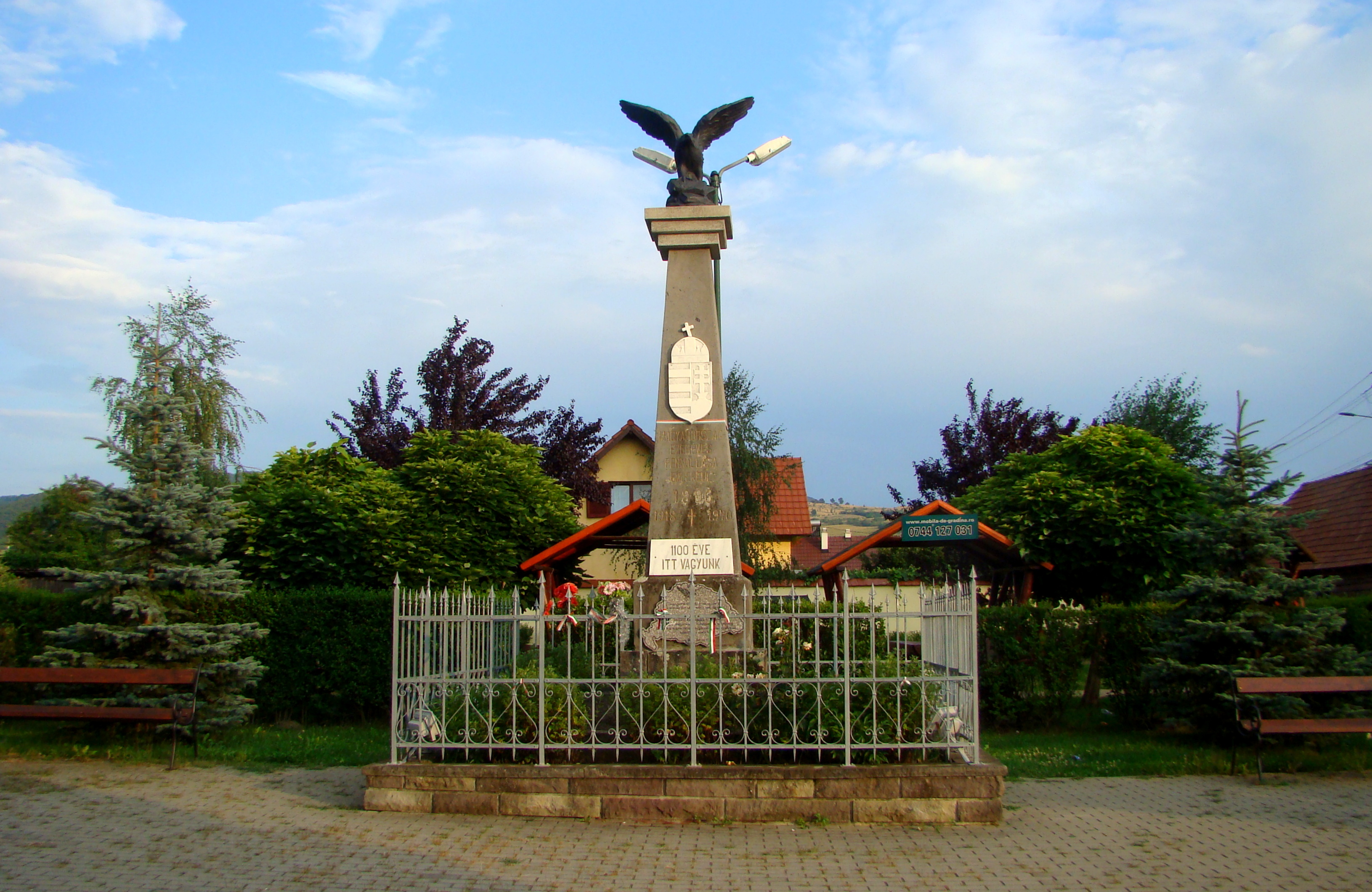
Monumentul eroilor
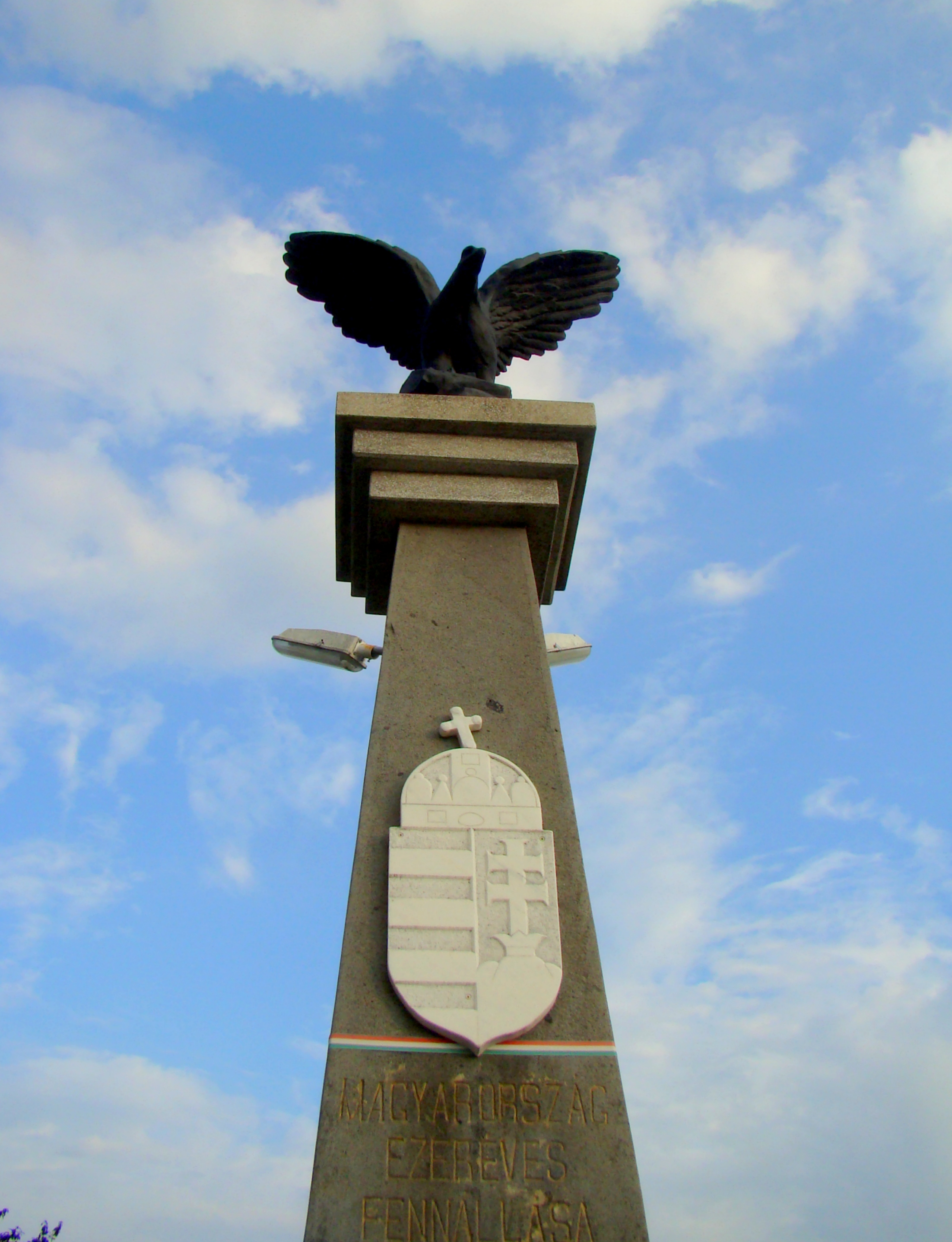
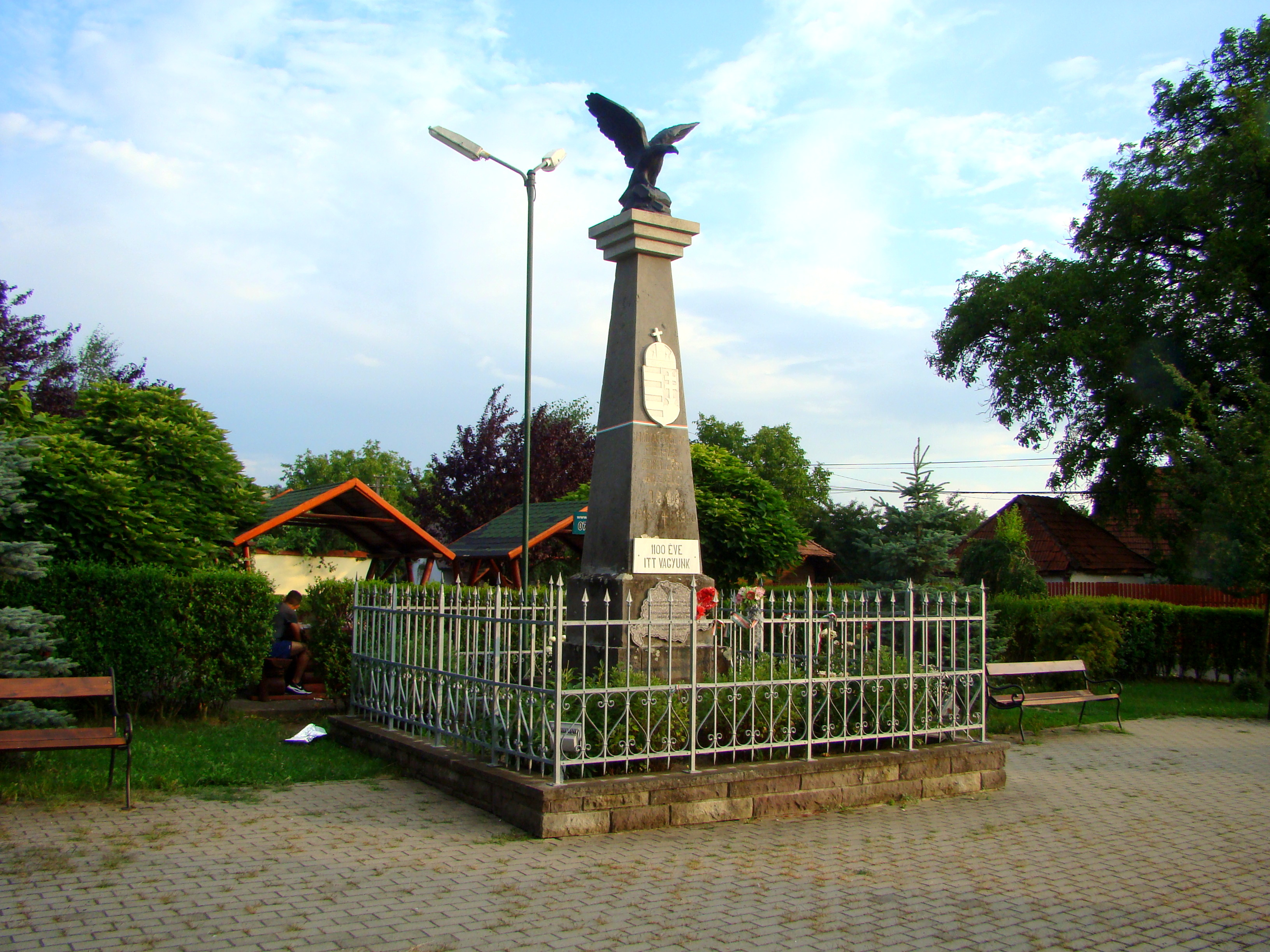
Monumentul eroilor
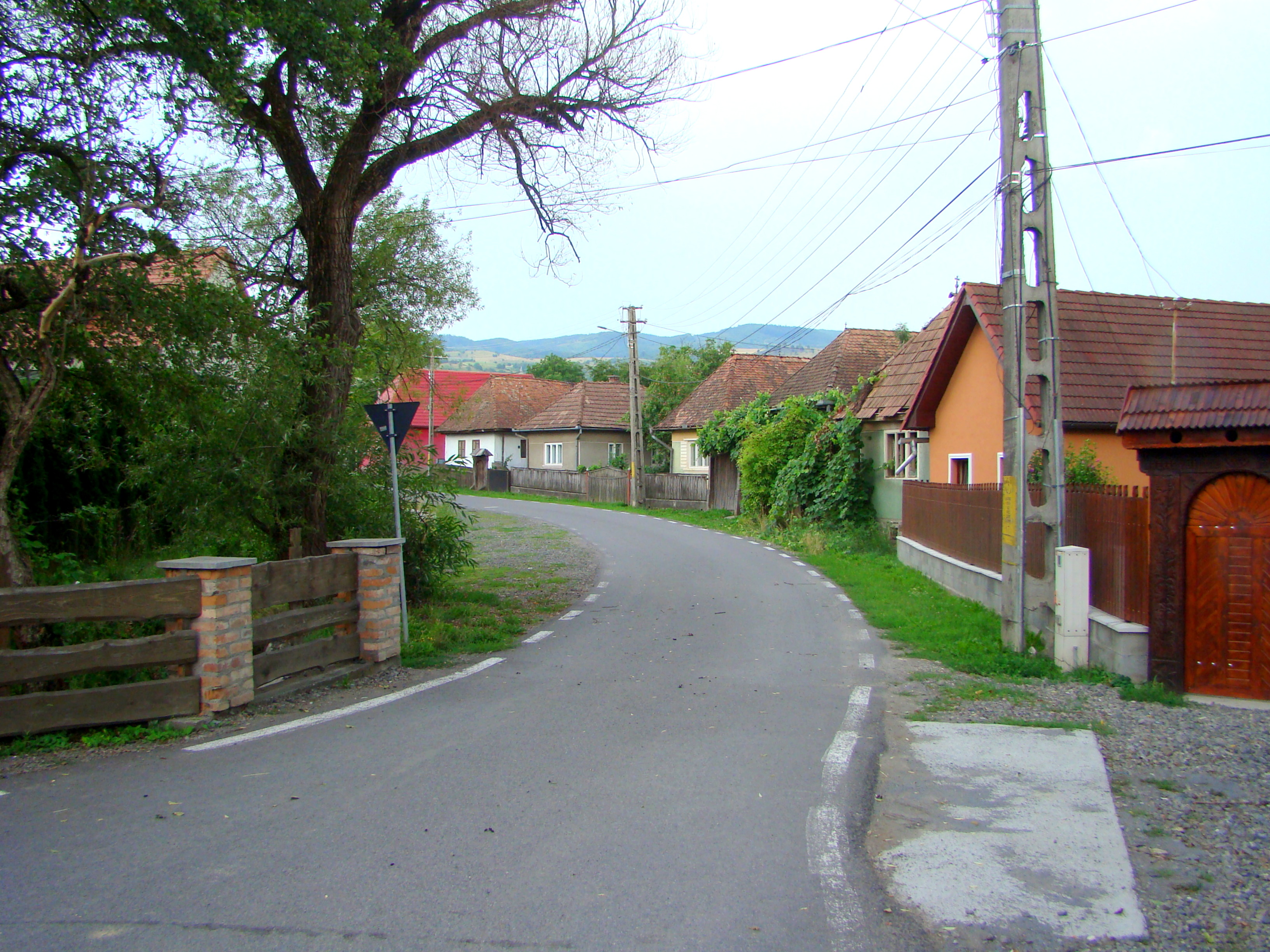
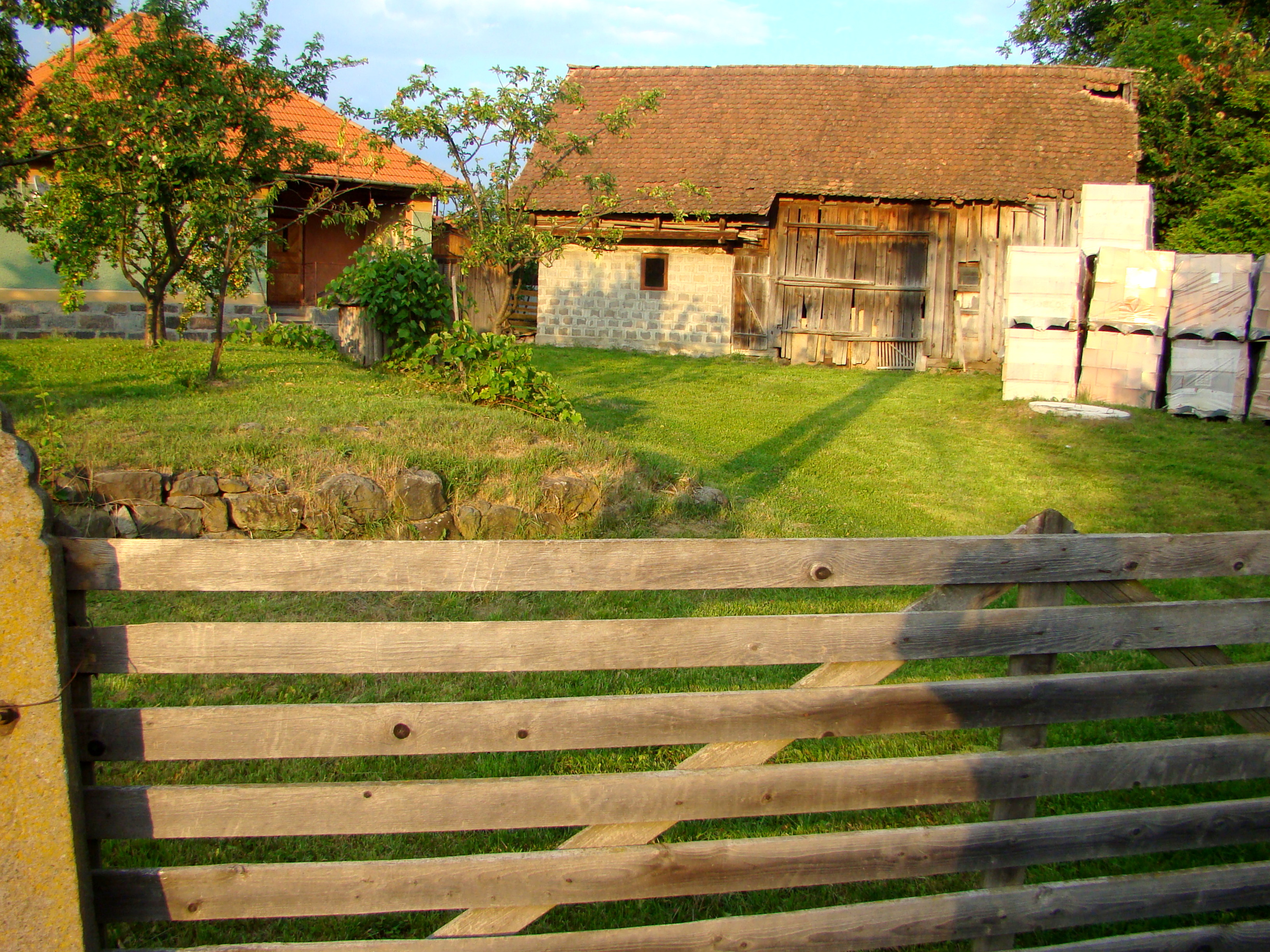
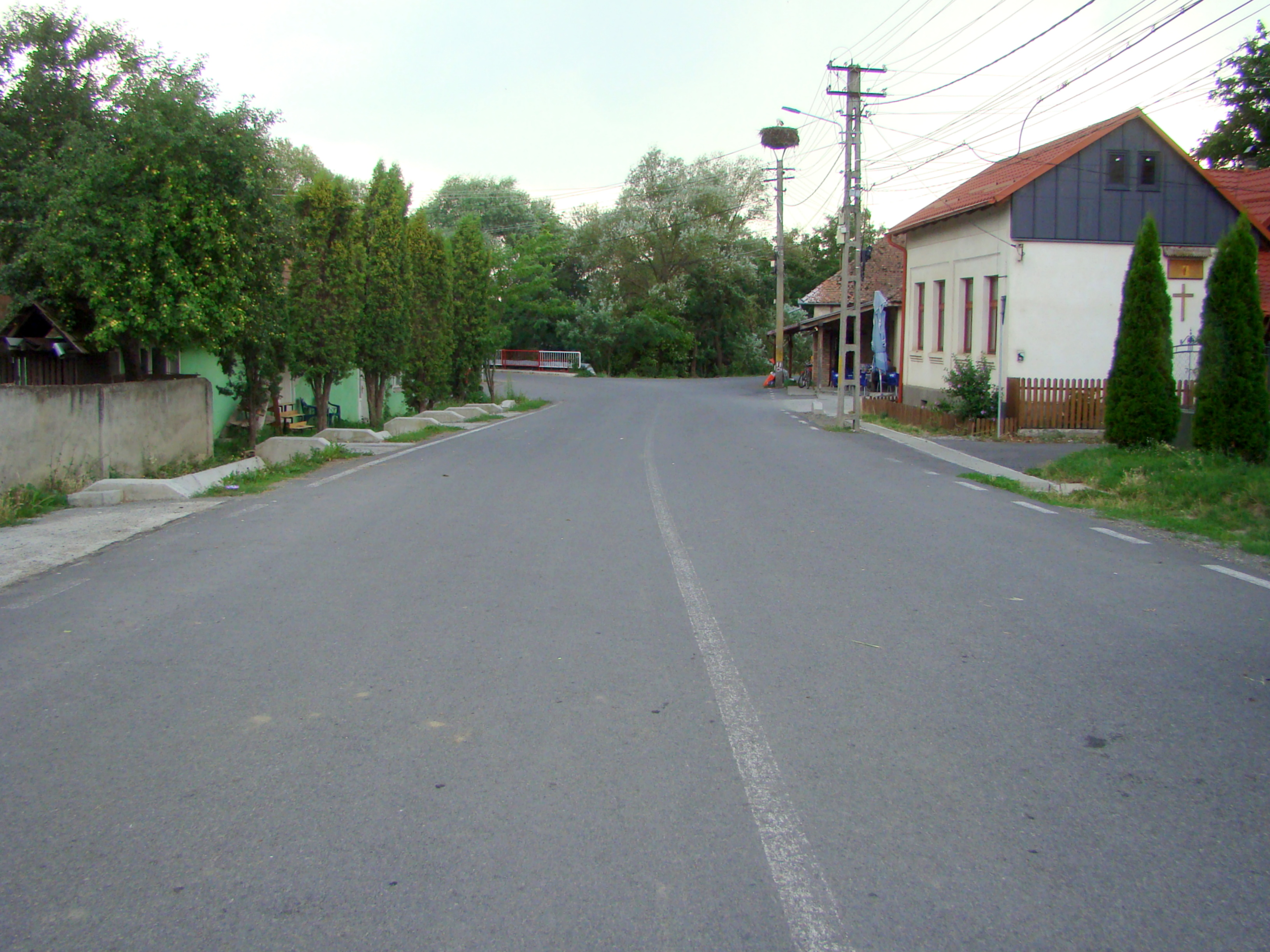
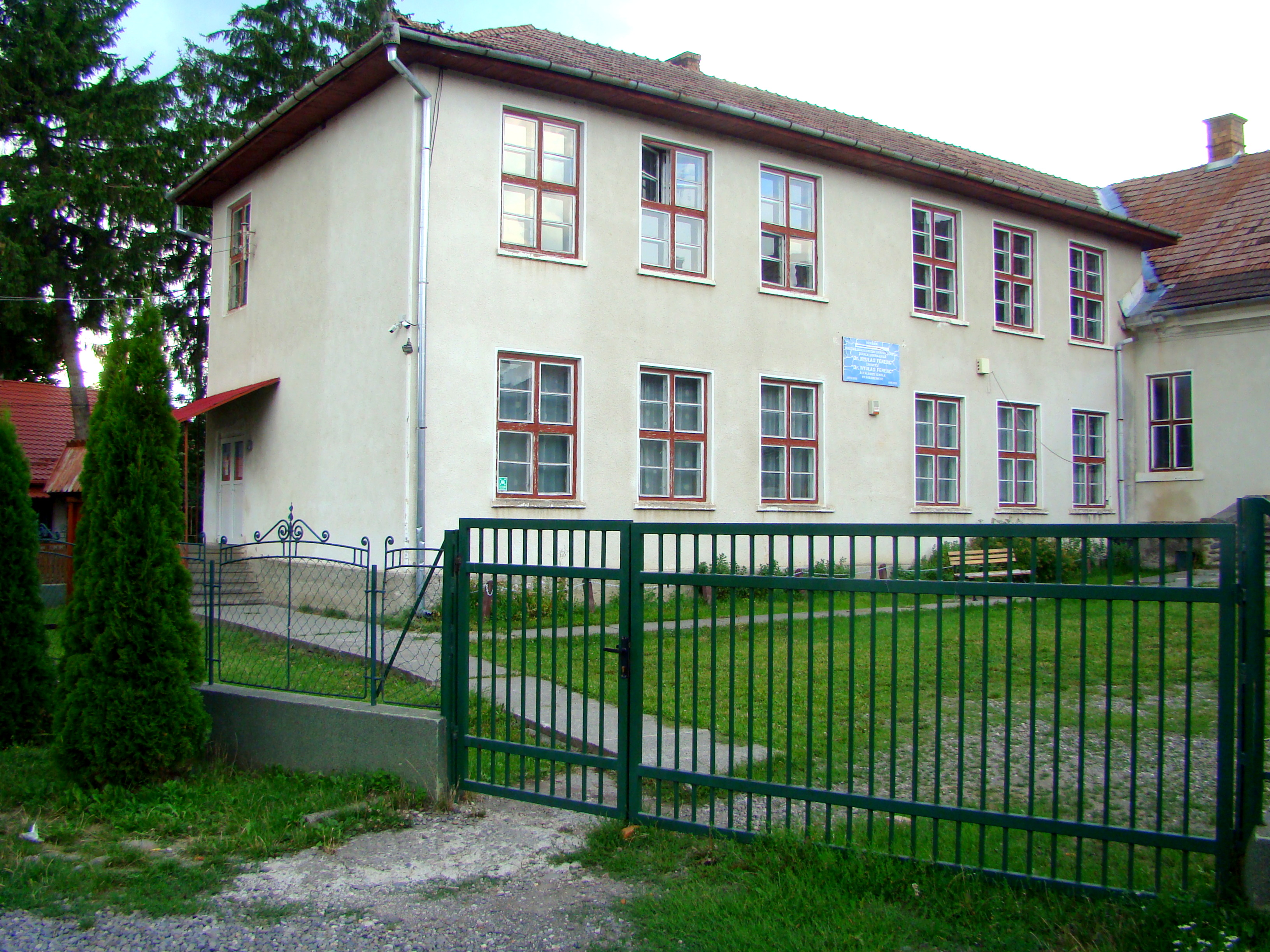
Şcoala
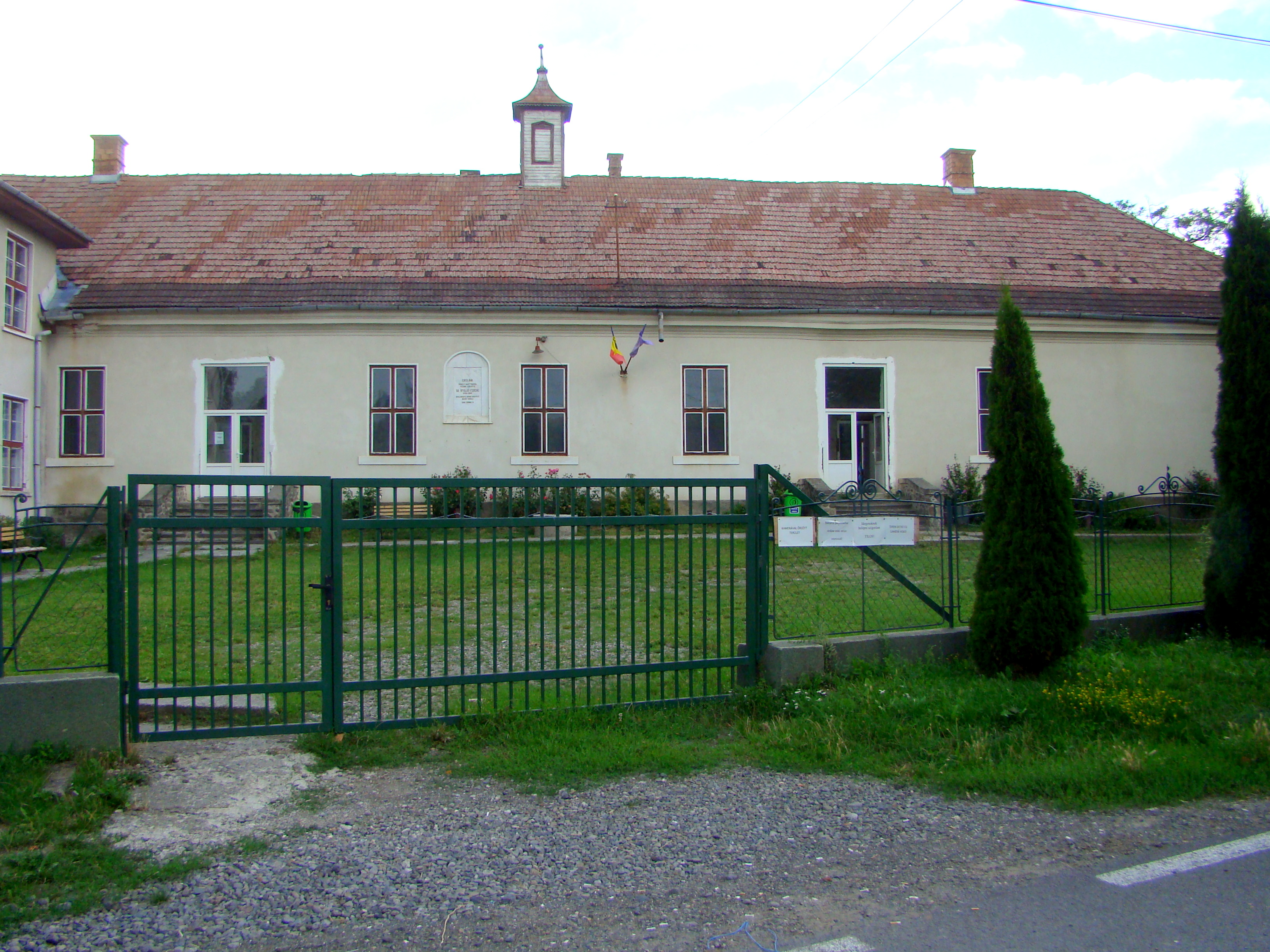
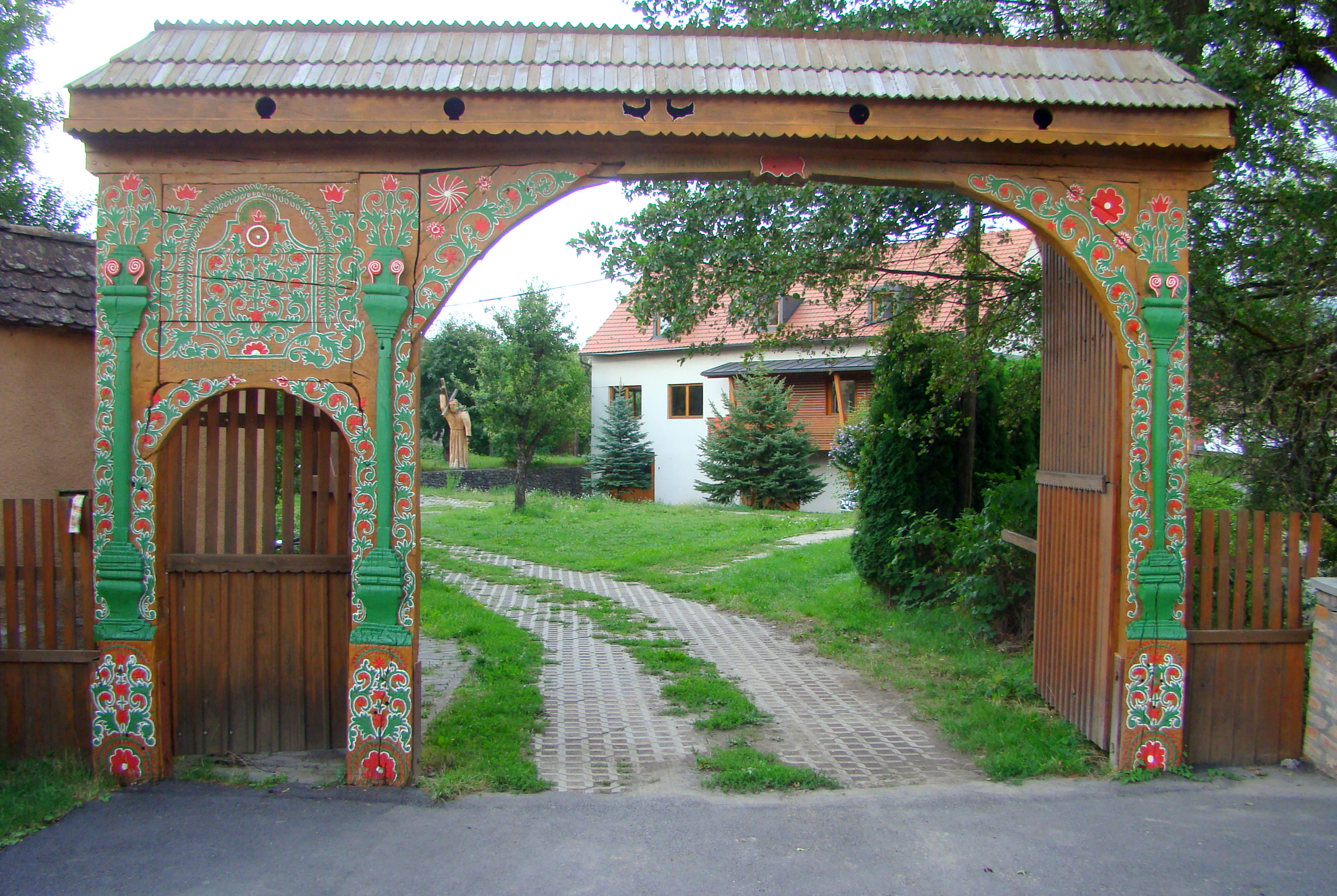
Poartă secuiască de lemn
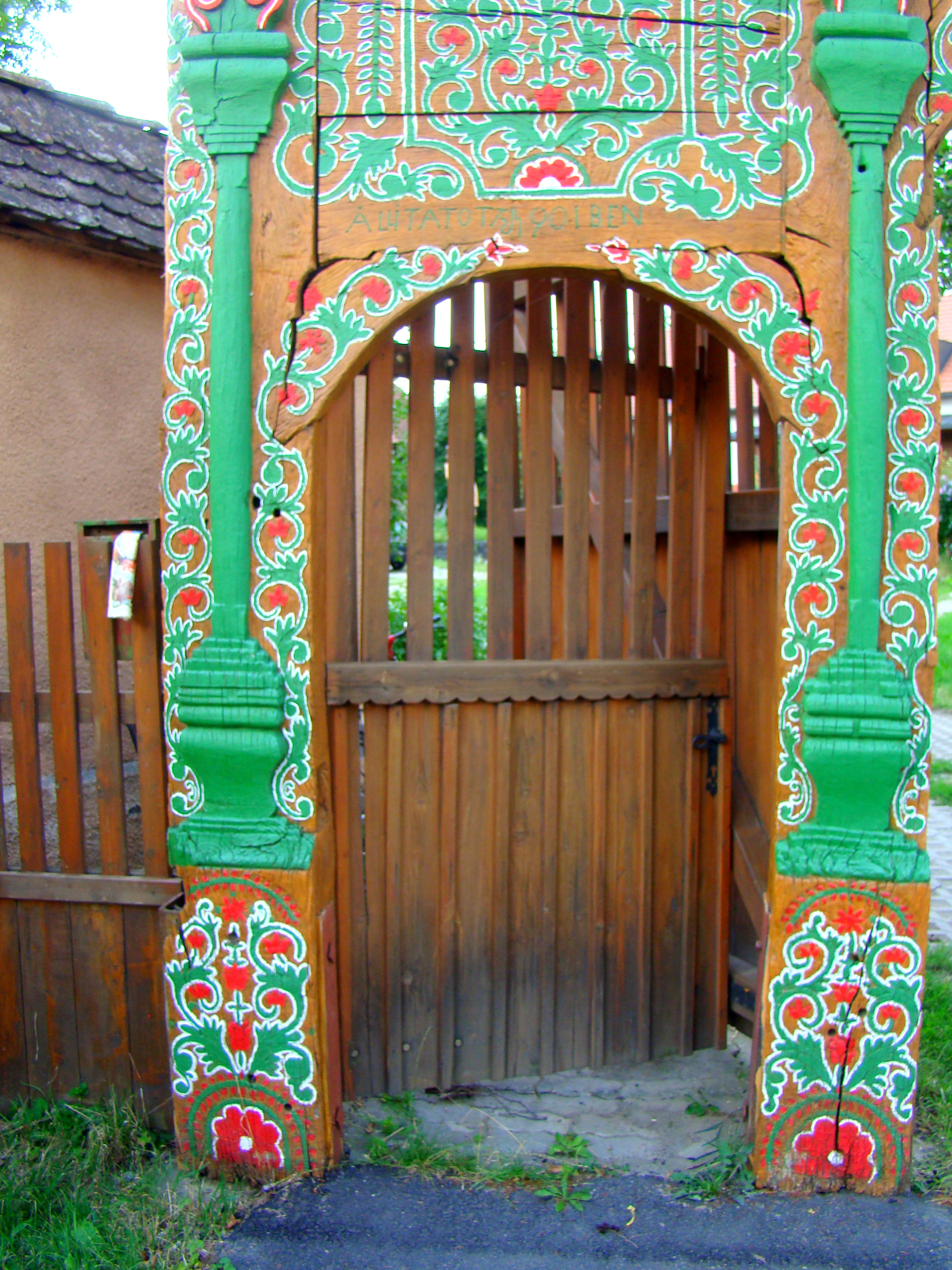
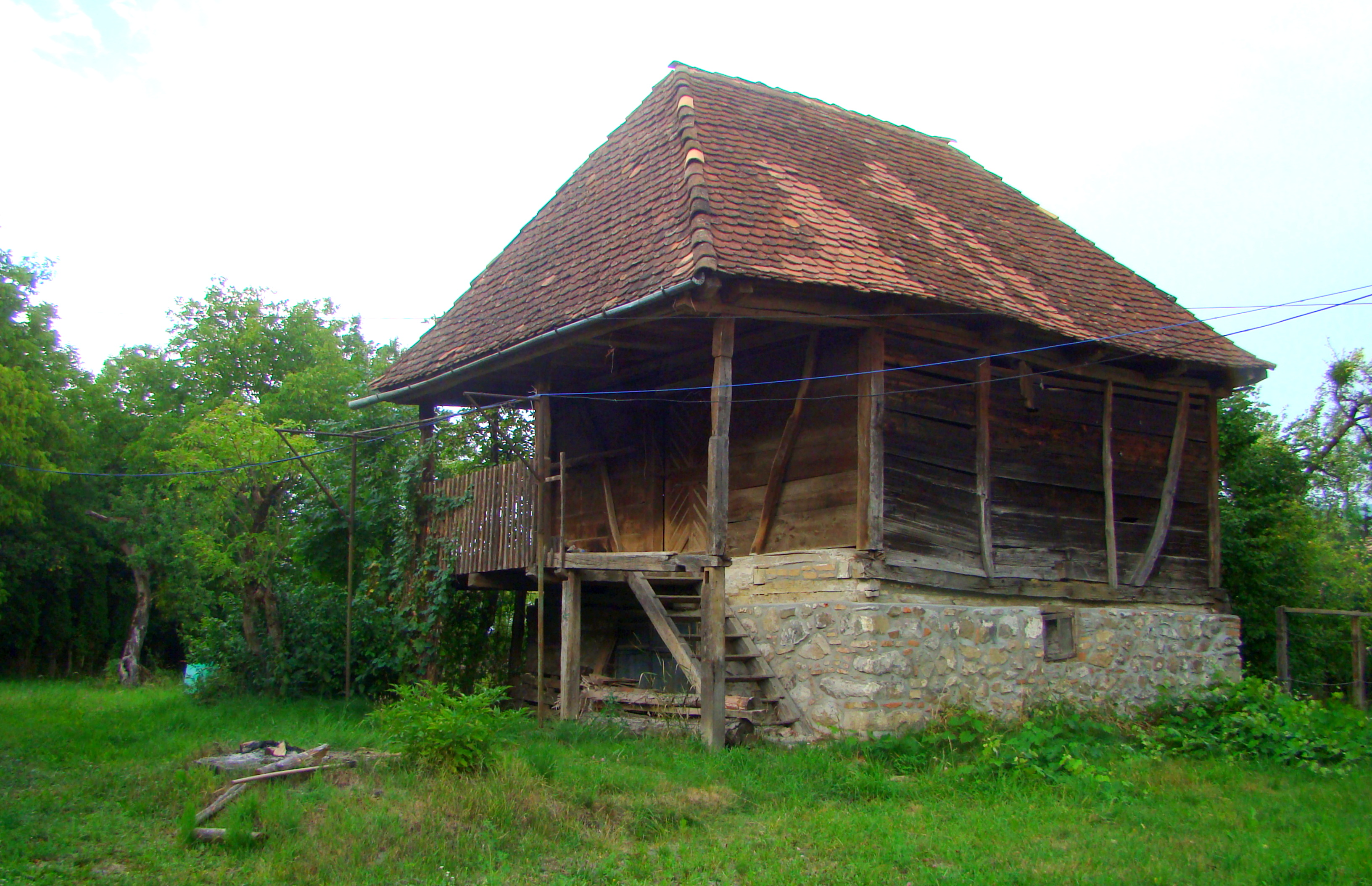
Casă veche de lemn
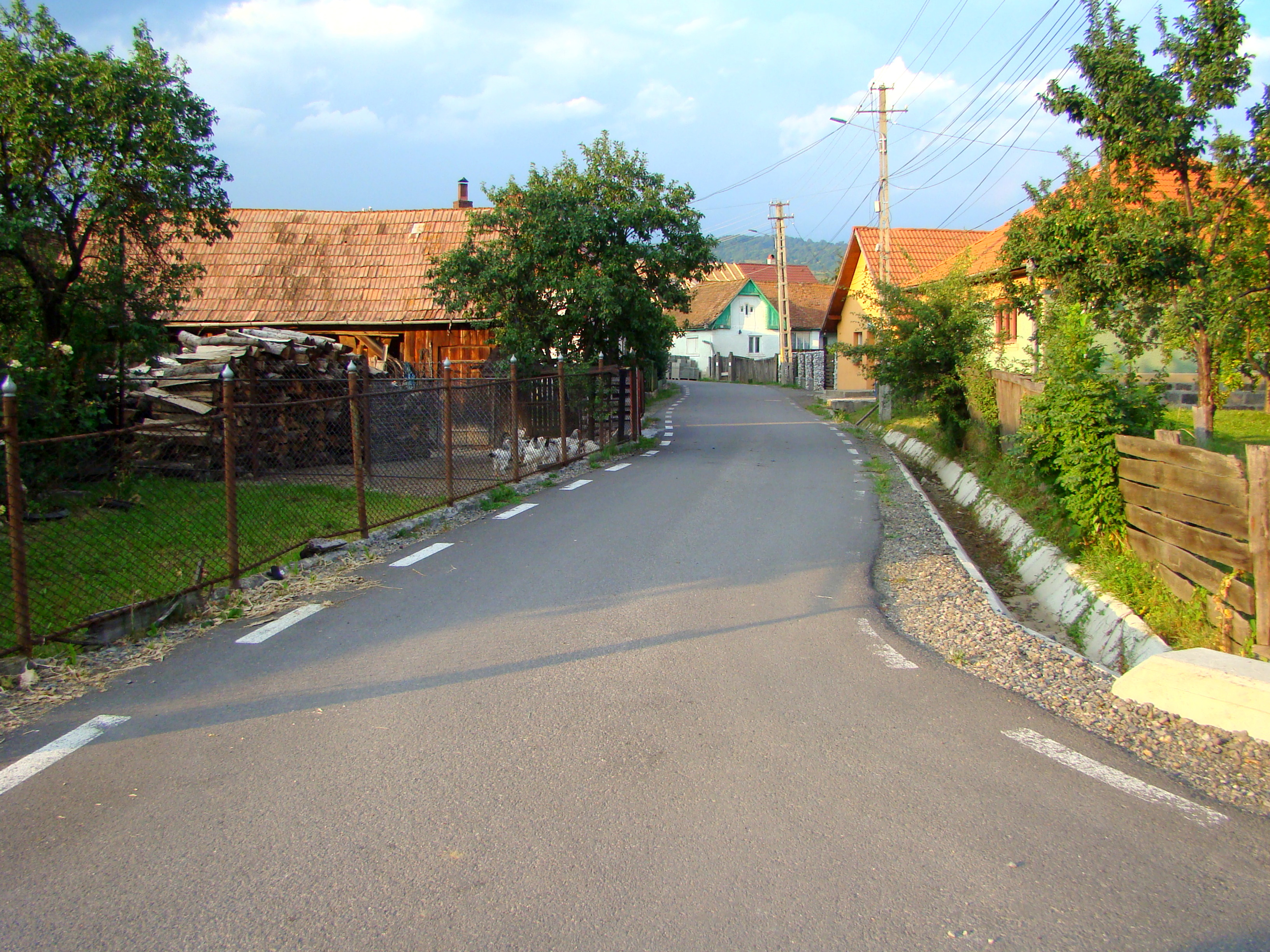
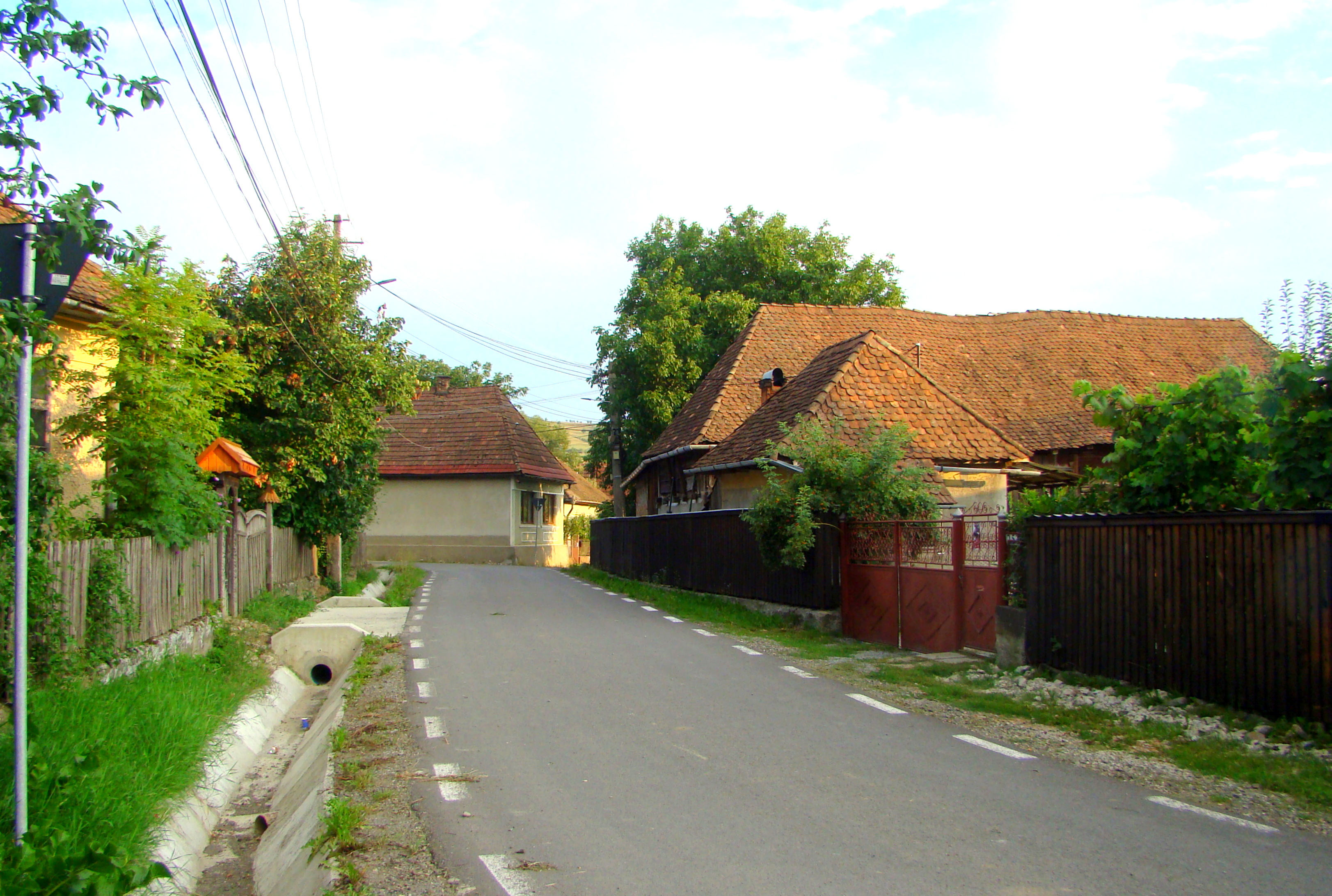
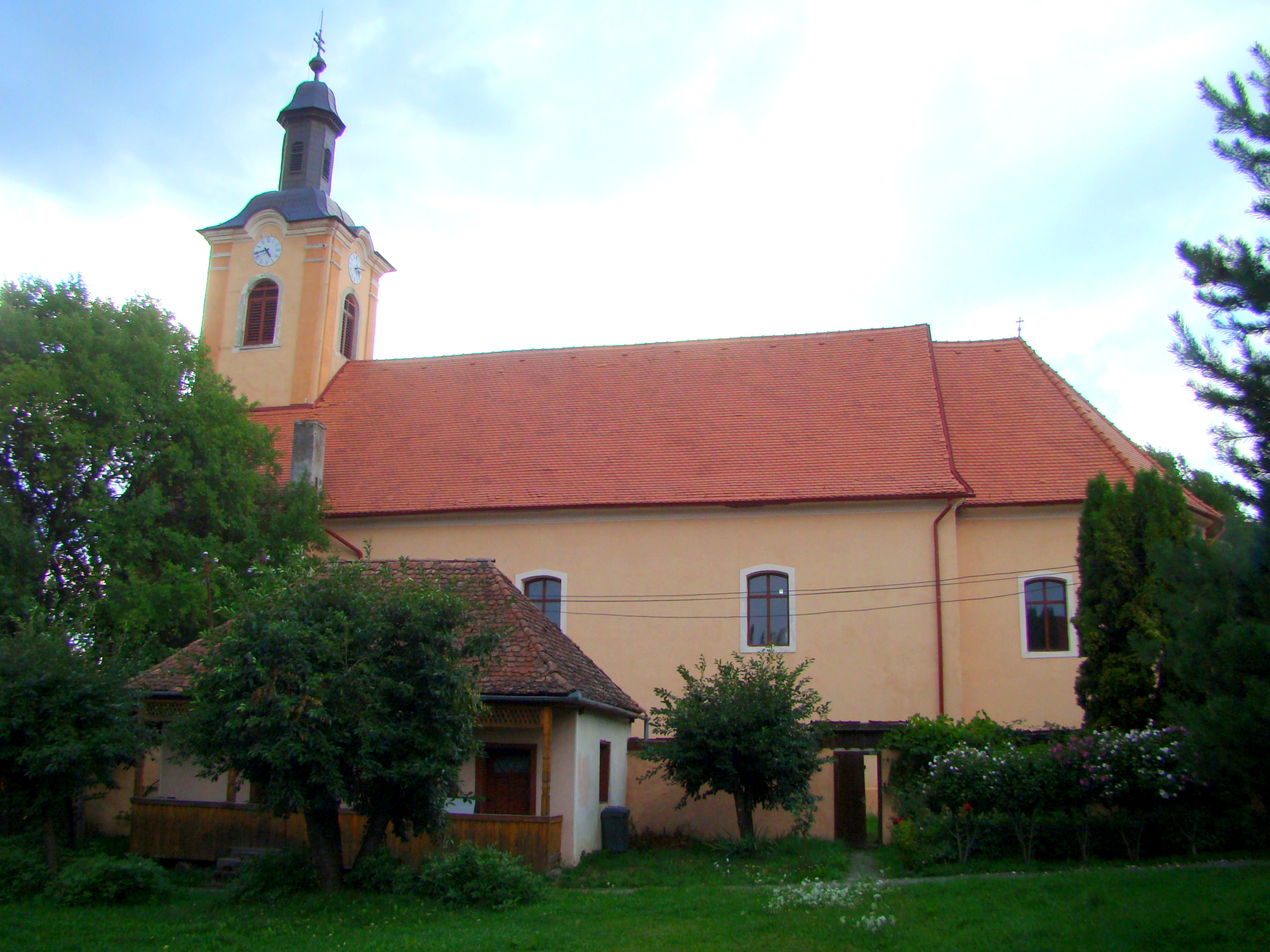
Biserica romano-catolică din Eremitu
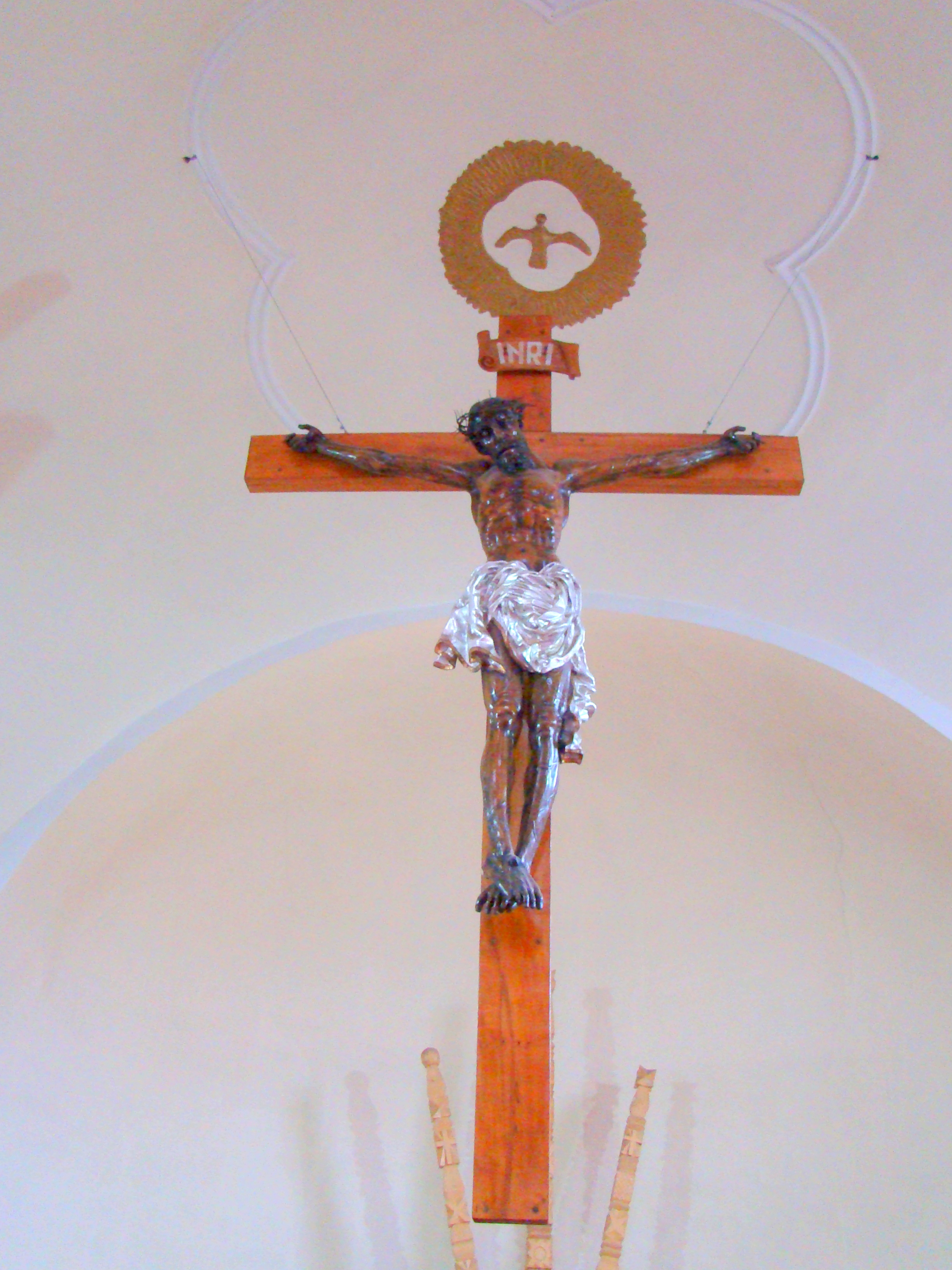
Atracția principală a bisericii: crucifixul comandat de Mihai Apafi I în 1486 și realizat de Veit Stoss din Nurenberg.
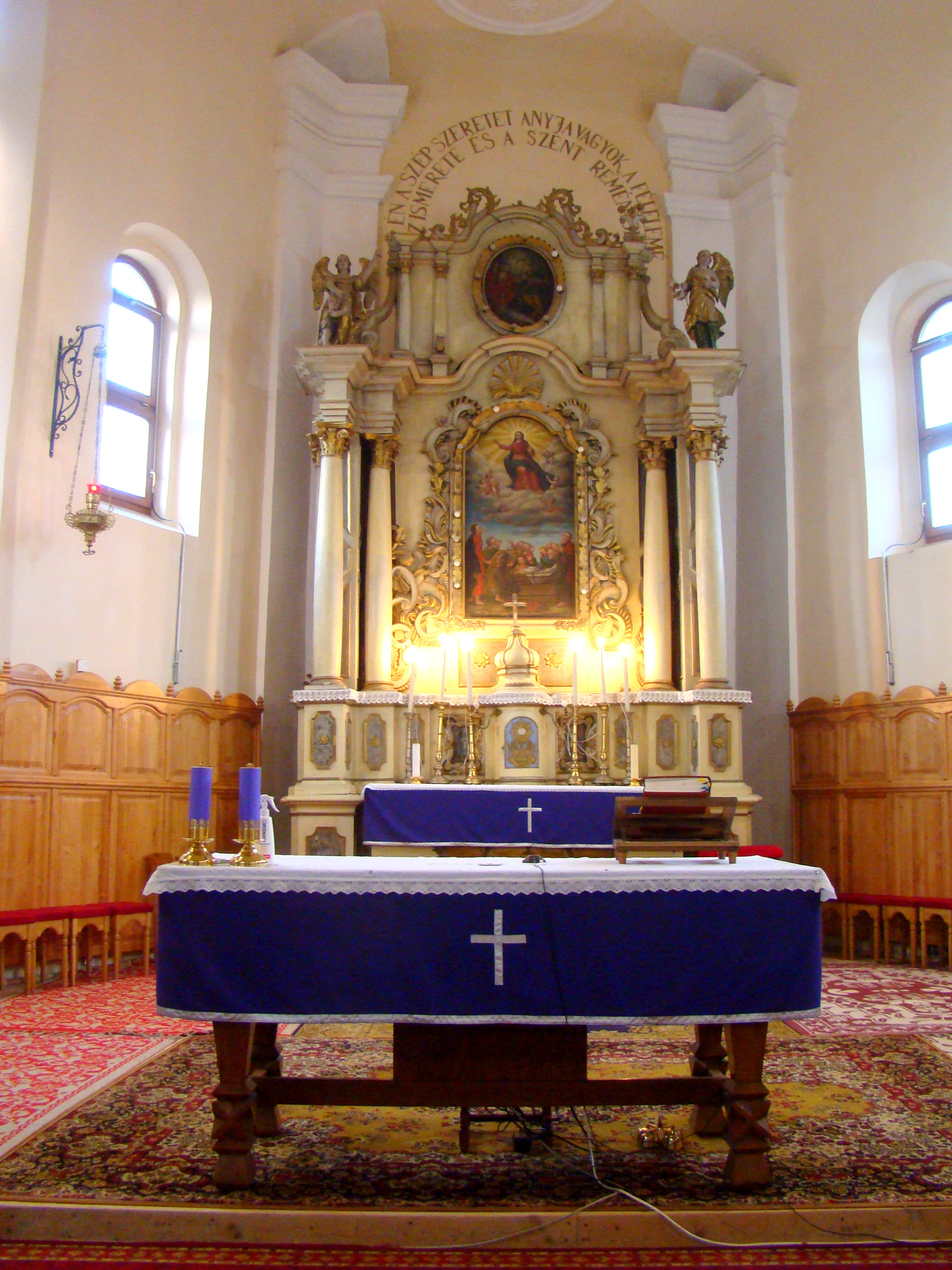
Biserica romano-catolică din Mătrici
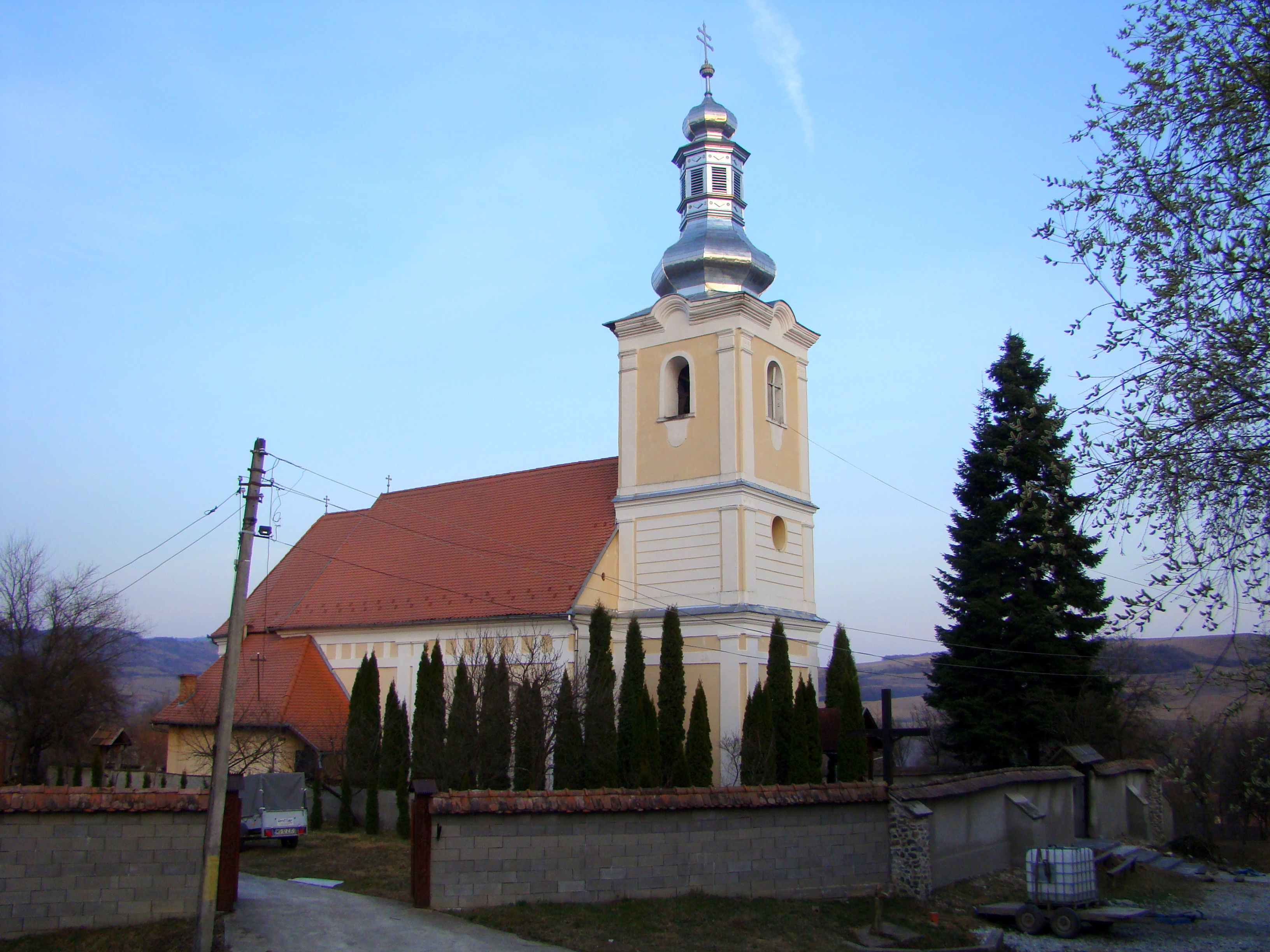
Biserica romano-catolică din Dămieni
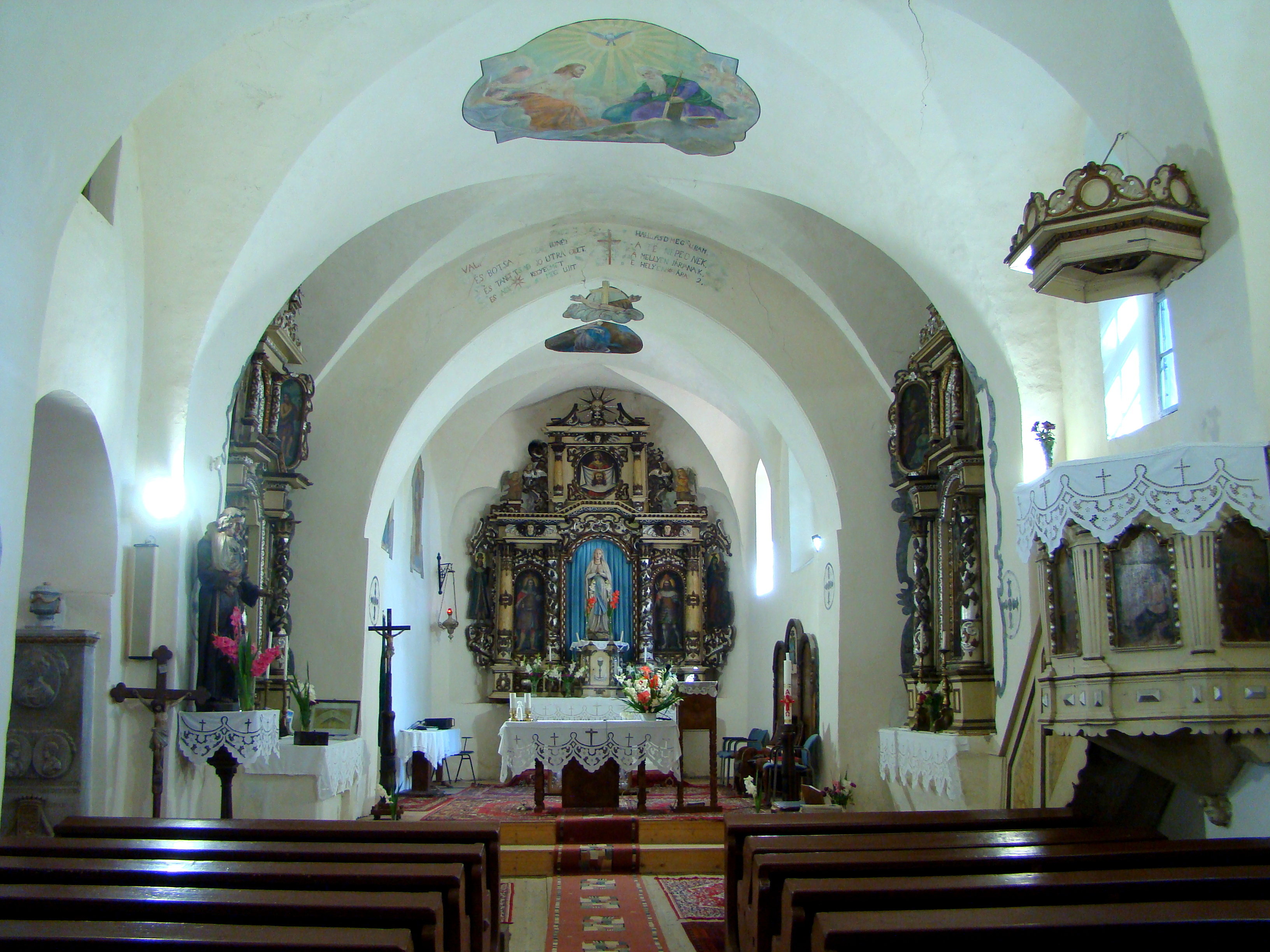
Biserica fostei mănăstiri a Franciscanilor din Călugăreni
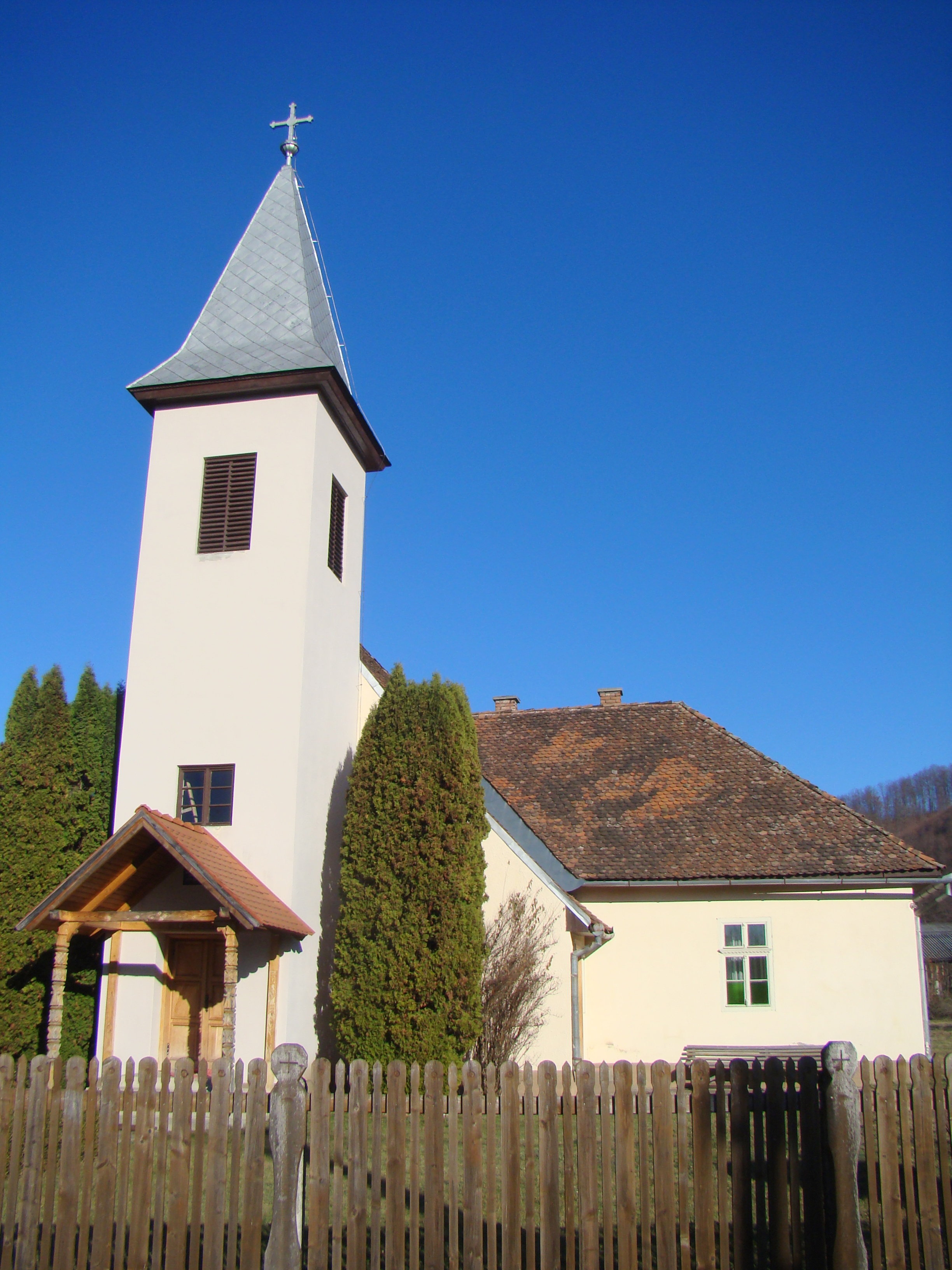
Biserica romano-catolică din Câmpu Cetății